# Rzgów
Rzgów (deutsch Rzgow, 1943–1945 Lancellenstätt) ist eine Stadt in der Woiwodschaft Łódź, Polen. Sie ist Sitz der gleichnamigen Stadt-und-Land-Gemeinde mit 10.592 Einwohnern (Stand 31. Dezember 2020).

## Geschichte
Die erste urkundliche Erwähnung des Ortes stammt aus dem Jahr 1378. Das Stadtrecht nach Magdeburger Recht erhielt der Ort 1467 von Kasimir IV. 1475 wurde die Kirche des Heiligen Stanislaus eingeweiht. Ende des 15., Anfang des 16. Jahrhunderts  war die wirtschaftliche Blüte des Ortes. 1630 wurde eine neue Kirche errichtet, die noch heute erhalten ist. 1750 wurde das neue Rathaus fertiggestellt. Die Nähe zum erstarkenden Łódź brachte für die Stadt im 19. Jahrhundert eine Stagnation. Am 23. Januar 1870 verlor Rzgów seine Rechte als Stadt.
Während des Zweiten Weltkrieges wurde die Stadt von der Wehrmacht besetzt und wurde Teil des Landkreises Litzmannstadt im Reichsgau Wartheland. Am 18. Mai 1943 wurde die Stadt nach Otto Quirin Lancelle, einem Batterieführer während der Schlacht um Łódź 1914, in Lancellenstätt umbenannt. Nach dem Einmarsch der Roten Armee erhielt die Stadt wieder den Namen Rzgów.
Am 1. Januar 2006 erhielt Rzgów wieder das Stadtrecht.

### Einwohnerentwicklung
1791 lebten 606 Menschen in der Stadt. Im Juni 2007 waren es 3394, am 30. Juni 2019 3398 Einwohner.

## Gemeinde
Die Stadt-und-Land-Gemeinde (gmina miejsko-wiejska) Rzgów hat eine Fläche von fast 66 km². Zu ihr gehören die Stadt selbst mit zwei sowie Dörfer und Ortschaften mit 12 Schulzenämtern.

## Wirtschaft und Infrastruktur
Die Stadt ist Sitz der Handelszentren Polros und Ptak.